# Галли, Рикардо
Рикардо Адольфо Галли Гранада, также известный как Галлир (родился 19 октября 1965 года) — доктор компьютерных наук Университета Балеарских островов, где с 2008 года преподаёт дизайн операционных систем. Он является спикером Фонда свободного программного обеспечения и популяризатором свободного ПО.

## Карьера
В рамках университетского проекта он создал систему, которая позволяет контролировать парковку дирижаблей в аэропорту Пальма-де-Мальорка, Балеарские острова, Испания. После этого остался жить в Испании.
В декабре 2005 года он вместе с Беньями Вильосладой запрограммировал Menéame, клон известного веб-сайта Digg, который служит для распространения историй, опубликованных в блогах. Затем он опубликовал исходный код Meneame, также основанный на коде Digg. Он запрограммировал cpudyn, демон, который может использоваться для понижения тактовой частоты портативных компьютеров, чтобы уменьшить их энергопотребление. Он запрограммировал wp-cache, плагин WordPress для кэширования страниц, который сделал блог последнего «быстрее и более отзывчивым».
В 2001 году он был номинирован на премию Hispalinux. Он опубликовал более 200 технических статей на Bulma, каталонском сайте пользователей Linux.
В январе 2015 года Галли выступил с критикой недавней реформы авторского права в Испании, заявив, что таким образом Интернет становится менее свободным и движется к худшему.